# Dirk Kuin
Dirk Pieter Joost Kuin (Wassenaar, 9 september 1947 - Hilversum, 9 februari 2000) was een Nederlands journalist en presentator.
Dirk Kuin begon zijn journalistieke carrière bij de Haagse krant Het Vaderland. Van 1970 tot 1983 was hij parlementair verslaggever voor de GPD-bladen en De Tijd. In 1983 ging hij werken voor de NOS-televisie, eerst voor Den Haag Vandaag, later ook voor Panoramiek en NOS-Laat, dat in 1992 veranderde in NOVA. In 1997 tot december 1999. werd hij presentator van Opsporing Verzocht (AVRO), als opvolger van Will Simon.
In 1999 werd bij Dirk Kuin kanker geconstateerd, waaraan hij in februari 2000 overleed. Zijn gevecht tegen de ziekte werd het onderwerp van de documentairereeks Niets meer te verliezen van Dirk-Jan Bijker die door de EO kort na zijn overlijden werd uitgezonden.